# Brug 25
Brug 25 is een brug in Amsterdam-Centrum.
Ze vormt de verbinding tussen de Oude Spiegelstraat en de Wolvenstraat in het gebied van de Negen Straatjes in de Amsterdamse grachtengordel. Ze overspant daarbij de Herengracht. De brug beschikt over drie doorvaartopeningen, de breedste is 5.65 meter breed en heeft een hoogte van 1,79 meter.
Er ligt hier al eeuwen een brug. Balthasar Florisz. van Berckenrode tekende de brug in op zijn kaart van 1625. Er is dan een boogbrug met vijf doorvaarten die over de Heere Graft voert naar de Wolve Straet.
De huidige brug stamt uit 1910. Toen werd de aanbesteding gedaan voor tonnen ijzer voor de vernieuwing van de brug en de brug 5 tussen Raamsteeg en Oude Spiegelgracht over de Singel (een gracht terug de stad in). Gedurende het tijdvak 18 augustus 1910 tot en met 17 januari 1911 zouden de oude  bruggen gestremd zijn voor het verkeer. De brug werd daarbij meteen afgevlakt. Vlak voor de renovatie was hier een paard en wagen te water geraakt vanwege een te steile helling. Na de vernieuwing zijn er geen grote wijzigingen meer aangebracht, anders dan de verkeersstromenindeling. Per 10 oktober 1995 is de brug een gemeentelijk monument. Opvallend aan de brug zijn de uitkragingen in/aan de pijlers.
1 · 2 · 3 · 4 · 5 · 6 · 7 · 8 · 9 · 10 · 11 · 12 · 13 · 14 · 15 · 16 · 17 · 18 · 19 · 20 · 21 · 22 · 23 · 24 · 25 · 26 · 27 · 28 · 29 · 30 · 31 · 32 · 34 · 35 · 36 · 37 · 38 · 39 · 40 · 41 · 42 · 43 · 44 · 45 · 46 · 47 · 48 · 49 · 50 · 51 · 52 · 53 · 54 · 55 · 56 · 57 · 58 · 59 · 60 · 61 · 62 · 63 · 64 · 65 · 66 · 67 · 68 · 69 · 70 · 71 · 72 · 73 · 74 · 75 · 76 · 77 · 78 · 79 · 80 · 81 · 82 · 84 · 85 · 86 · 87 · 88 · 89 · 90 · 91 · 92 · 93 · 94 · 95 · 96 · 97 · 98 · 99 · >>>
Brugnummers 33 en 83 zijn niet (meer) vergeven